# Ходарей
Ходарей — посёлок в Усольском районе Иркутской области России. Входит в состав Тальянского муниципального образования. Находится на берегу реки Тойсук, примерно в 62 км к юго-западу от районного центра.

## Население
По данным Всероссийской переписи, в 2010 году в посёлке проживало 127 человек (61 мужчина и 66 женщин).